# Scopula galactina
Scopula galactina là một loài bướm đêm trong họ Geometridae.